# Рыбка (приток Карамыша)
Рыбка (устар. Рывка) — река в России, протекает по Саратовскому и Красноармейскому районам Саратовской области. Устье реки находится на 50-м км левого берега реки Карамыш. Длина реки составляет 22 км, площадь водосборного бассейна 128 км².

## Данные водного реестра
По данным государственного водного реестра России относится к Донскому бассейновому округу, водохозяйственный участок реки — Медведица от истока до впадения реки Терса, речной подбассейн реки — Дон между впадением Хопра и Северского Донца. Речной бассейн реки — Дон (российская часть бассейна).
Код объекта в государственном водном реестре — 05010300112107000008481.